# Конвенто (Мачерата)
Конвенто (итал. Convento) насеље је у Италији у округу Мачерата, региону Марке.
Према процени из 2011. у насељу је живело 175 становника. Насеље се налази на надморској висини од 229 м.